# Euploea morosa
Euploea morosa is een vlinder uit de familie Nymphalidae, onderfamilie Danainae.
De wetenschappelijke naam van de soort is voor het eerst geldig gepubliceerd in 1866 door Arthur Gardiner Butler.